# Guerilla Disco
Guerilla Disco (a menudo mal pronunciado como gorila Disco) es un álbum de Quarashi. Este fue el primer CD con el nuevo compañero Tiny, quien fue reclutado para sustituir a Hossi después de que dejó la banda. Fue lanzado en Islandia 2004 y Japón en 2005. El título original del álbum fue Payback (el nombre de la canción de apertura), pero más tarde fue cambiado a Guerilla Disco, el nombre de una antigua canción instrumental de Quarashi. 
Este álbum vio un cambio drástico en el estilo de Quarashi ya que incorporan estilo gangsta-rap de Tiny en su música y se trasladaron de su anterior sonido más orientado al techno a otros géneros como el nu metal, el rap metal y el Hip Hop Este es el quinto y último álbum de estudio antes de la disolución de la banda el 5 de agosto de 2005.

## Detalles
El 3 de enero de 2003, Quarashi anunció que su vocalista, Hossi, se iba. Esto molesto a muchos fanes, y los dejó preguntándose en qué dirección Qurashi. La respuesta a esto fue revelada a mediados de 2003, cuando el rapero Opee se unió a ellos solo por un tiempo limitado. Entregaron una canción que se titula "Mess It Up" que se convirtió en un gran éxito en Islandia ese verano. También hizo algunas otras canciones, incluyendo "Shady Lives", "Orð Morð" y otros demos. Ellos lo invitaron a unirse a su banda, pero él se negó porque él tenía su propio proyecto ocurriendo con su banda "O.N.E." 
Más tarde ese año se anunció que un nuevo rapero se había unido a la banda, e hicieron una nueva canción con Tiny descargable. La canción, "Race City" fue asumido por los fans para ser el primer sencillo de su próximo álbum todavía conocido como "Payback", pero esta canción no era más que para introducir a Tiny al mundo. 
Quarashi continuó trabajando en el álbum durante todo el año 2004. El primer sencillo oficial publicado por Guerilla Disco era "Stun Gun", que fue muy popular en toda Islandia. El álbum fue lanzado en noviembre de 2004 en Islandia y, después de asegurar un acuerdo con Sony Japón, El álbum fue lanzado en marzo de 2005 en Japón.
El arte del lanzamiento en Japón fue diseñado por Omar Swarez. el álbum no será lanzado en cualquier otro lugar, ya que la banda se separó unos meses después del lanzamiento japonés.

## Lista de canciones

#### Versión islandesa
1. Payback 3:32
2. Dead Man Walking 3:08
3. Stars 3:47
4. Audio Amigos 2:54
5. Stun Gun 3:25
6. Murder Frenzy 2:12
7. Brass Knuckles 3:17
8. Straight Jacket 3:30
9. Pro 3:50
10. Steua 1:15
11. Make A Move 3:04
12. This Song 7:28
13. Bonus track: Crazy Bastard (con instrumentales que aparecen al final de la canción)

#### Versión Japonesa
1. Payback 3:32
2. Stun Gun 3:25
3. Stars 3:47
4. Audio Amigos 2:45
5. Brass Knuckles 3:17
6. Murder Frenzy 2:00
7. Pro 3:50
8. Steua 1:15
9. Race City 3:45
10. Make a Move 3:04
11. This Song (con instrumentales que aparecen al final de la canción) 7:28
12. Straight Jacket 3:30
13. Stars (Hermigervill Remix) 4:32
14. Stun Gun (The People VS. Quarashi) 3:45
15. Kintarou 0:56

- Datos: Q5614862